# Liste de films tournés dans le département de la Charente-Maritime
Un certain nombre d'œuvres cinématographiques et télévisuelles ont été tournés dans le département de la Charente-Maritime.
Voici une liste à compléter de films, téléfilms, feuilletons télévisés, films documentaires… tournés dans le département de la Charente-Maritime classés par commune et lieu de tournage et date de diffusion.

## A
- Île-d'Aix
  - 1967 : Les Aventuriers de Robert Enrico

- Ars-en-Ré
  - 1983 : Vive la sociale de Gérard Mordillat
  - 2006 : Meurtrières de  Patrick Grandperret

- Haut – A
- B
- C
- D
- E
- F
- G
- H
- I
- J
- K
- L
- M
- N
- O
- P
- Q
- R
- S
- T
- U
- V
- W
- X
- Y
- Z

## B
- Haut – A
- B
- C
- D
- E
- F
- G
- H
- I
- J
- K
- L
- M
- N
- O
- P
- Q
- R
- S
- T
- U
- V
- W
- X
- Y
- Z

- Bourcefranc-le-Chapus
  - 1987 : Dandin de Roger Planchon

## C
- Chatelaillon-Plage
  - 2006 : Meurtrières de  Patrick Grandperret

- Haut – A
- B
- C
- D
- E
- F
- G
- H
- I
- J
- K
- L
- M
- N
- O
- P
- Q
- R
- S
- T
- U
- V
- W
- X
- Y
- Z

## D
- Dolus-d'Oléron
  - 2004 : Le Dernier Jour de Rodolphe Marconi

- Dompierre-sur-Mer
  - 2016 : Irréprochable de réalisé par Sébastien Marnier, scènes tournées sur les rives du canal de Marans à La Rochelle et sur le tunnel Saint-Léonard

- Haut – A
- B
- C
- D
- E
- F
- G
- H
- I
- J
- K
- L
- M
- N
- O
- P
- Q
- R
- S
- T
- U
- V
- W
- X
- Y
- Z

## E
- Échillais
  - 2012 : Ainsi soient-ils série télévisée

- Esnandes
  - 2013 : Les François téléfilm de Jérôme Foulon
  - 2011:  « Un été glacé » téléfilm de Bernard Giraudeau

- Haut – A
- B
- C
- D
- E
- F
- G
- H
- I
- J
- K
- L
- M
- N
- O
- P
- Q
- R
- S
- T
- U
- V
- W
- X
- Y
- Z

## F
- Haut – A
- B
- C
- D
- E
- F
- G
- H
- I
- J
- K
- L
- M
- N
- O
- P
- Q
- R
- S
- T
- U
- V
- W
- X
- Y
- Z

## G
- Haut – A
- B
- C
- D
- E
- F
- G
- H
- I
- J
- K
- L
- M
- N
- O
- P
- Q
- R
- S
- T
- U
- V
- W
- X
- Y
- Z

## H
- Haut – A
- B
- C
- D
- E
- F
- G
- H
- I
- J
- K
- L
- M
- N
- O
- P
- Q
- R
- S
- T
- U
- V
- W
- X
- Y
- Z

## I
- Haut – A
- B
- C
- D
- E
- F
- G
- H
- I
- J
- K
- L
- M
- N
- O
- P
- Q
- R
- S
- T
- U
- V
- W
- X
- Y
- Z

## J
- Haut – A
- B
- C
- D
- E
- F
- G
- H
- I
- J
- K
- L
- M
- N
- O
- P
- Q
- R
- S
- T
- U
- V
- W
- X
- Y
- Z

## K
- Haut – A
- B
- C
- D
- E
- F
- G
- H
- I
- J
- K
- L
- M
- N
- O
- P
- Q
- R
- S
- T
- U
- V
- W
- X
- Y
- Z

## L
- La Brée-les-Bains
  - 2012 : Bienvenue parmi nous de Jean Becker[1]

- La Rochelle
  - 1912 : La Rochelle, film de Léonce Perret
  - 1956 : La Foire aux femmes, de Jean Stelli[2]
  - 1956 : Le Sang à la tête[3], de Gilles Grangier
  - 1956 : Le Salaire du péché de Denys de La Patellière
  - 1962 : Le Bateau d'Émile[3], de Denys de La Patellière
  - 1962 : Les Filles de La Rochelle, de Bernard Deflandre
  - 1969 : Le Petit Bougnat, de Bernard Toublanc-Michel
  - 1969 : D'Artagnan, feuilleton télévisé de Claude Barma
  - 1970 : Les Choses de la vie[3] de Claude Sautet
  - 1970 : Le Petit Bougnat de Bernard Toublanc-Michel
  - 1973 : Le Train[3], de Pierre Granier-Deferre
  - 1981 : Das Boot, de Wolfgang Petersen[4]
  - 1981 : Indiana Jones et les Aventuriers de l'arche perdue de Steven Spielberg[4]
  - 1981 : L'Amour ou presque de Patrice Gautier
  - 1983 : Vive la sociale de Gérard Mordillat
  - 1993 : Les Grandes Marées, Saga de l'été de Jean Sagols
  - 1996 : Beaumarchais, l'insolent[3] de Édouard Molinaro
  - 2001 : Les Inséparables, téléfilm de Thierry Redler
  - 2001 : Docteur Claire Bellac série télévisée de Didier Albert et Denis Malleval
  - 2001 : Veloma (La Mer à boire) de Marie de Laubier
  - 2004 : La Battante, téléfilm de Didier Albert
  - 2004 : Le Dernier Jour de Rodolphe Marconi
  - 2004 : Par Accident, téléfilm de Jérôme Foulon
  - 2005 : Douches froides de Antony Cordier
  - 2006 : Meurtrières de Patrick Grandperret
  - 2006 : La légende des trois clefs, téléfilm de Patrick Dewolf[5] ;
  - 2006 : L'Hôpital, série télévisée
  - 2007 : Un admirateur secret, téléfilm de Christian Bonnet
  - 2008 : La Mort dans l'île, téléfilm de Philippe Setbon
  - 2008 : Facteur chance, téléfilm de Julien Seri
  - 2008 : Entre mère et fille, téléfilm de Joëlle Goron
  - 2009 : Le temps est à l'orage, téléfilm de Joyce Buñuel
  - 2009 : Thelma, Louise et Chantal de Benoît Pétré
  - 2010 : Tournée de Mathieu Amalric
  - 2012 : Ainsi soient-ils série télévisée de David Elkaïm, Bruno Nahon, Vincent Poymiro et Rodolphe Tissot
  - 2012 : Bienvenue parmi nous de Jean Becker[1]
  - 2013 : Les François téléfilm de Jérôme Foulon
  - 2018 : Monsieur je-sais-tout écrite et réalisée par Stéphan Archinard et François Prévôt-Leygonie

- Les Mathes
  - 2001 : Les Inséparables, téléfilm de Thierry Redler[6]

- Haut – A
- B
- C
- D
- E
- F
- G
- H
- I
- J
- K
- L
- M
- N
- O
- P
- Q
- R
- S
- T
- U
- V
- W
- X
- Y
- Z

## M
- Montendre
  - 2011 : Saïgon, l'été de nos 20 ans de Philippe Venault

- Haut – A
- B
- C
- D
- E
- F
- G
- H
- I
- J
- K
- L
- M
- N
- O
- P
- Q
- R
- S
- T
- U
- V
- W
- X
- Y
- Z

## N
- Paroisse Notre-Dame de La Rochelle
  - 2012 : Ainsi soient-ils série télévisée

- Haut – A
- B
- C
- D
- E
- F
- G
- H
- I
- J
- K
- L
- M
- N
- O
- P
- Q
- R
- S
- T
- U
- V
- W
- X
- Y
- Z

## O
- Île d'Oléron
  - 2020 : A silent Song, court-métrage musical de Jordan Diow

- Haut – A
- B
- C
- D
- E
- F
- G
- H
- I
- J
- K
- L
- M
- N
- O
- P
- Q
- R
- S
- T
- U
- V
- W
- X
- Y
- Z

## P
- Pons
  - 2010 : La Tête en friche de Jean Becker

- Haut – A
- B
- C
- D
- E
- F
- G
- H
- I
- J
- K
- L
- M
- N
- O
- P
- Q
- R
- S
- T
- U
- V
- W
- X
- Y
- Z

## Q
- Haut – A
- B
- C
- D
- E
- F
- G
- H
- I
- J
- K
- L
- M
- N
- O
- P
- Q
- R
- S
- T
- U
- V
- W
- X
- Y
- Z

## R
- Île de Ré
  - 1956 : Le Sang à la tête de Gilles Grangier
  - 1962 : Le Jour le plus long de Ken Annakin, Andrew Marton, Bernhard Wicki, Darryl F. Zanuck et Gerd Oswald
  - 1969 : Le Petit Bougnat, de Bernard Toublanc-Michel
  - 1969 : D'Artagnan, feuilleton télévisé de Claude Barma
  - 1970 :  Les Choses de la vie de Claude Sautet
  - 1970 : Le Petit Bougnat de Bernard Toublanc-Michel
  - 1983 : Vive la sociale de Gérard Mordillat
  - 2007 : Un admirateur secret, téléfilm de  Christian Bonnet
  - 2008 : La Mort dans l'île, téléfilm de Philippe Setbon
  - 2018 : Capitaine Marleau `Saison 2, Épisode 5 : Double jeu série télévisée de Josée Dayan

- Rivedoux-Plage
  - 1962 : Le Jour le plus long de Ken Annakin, Andrew Marton, Bernhard Wicki, Darryl F. Zanuck et Gerd Oswald
  - 2006 : Meurtrières de  Patrick Grandperret

- Rochefort-sur-Mer
  - 1967 : Les Demoiselles de Rochefort de Jacques Demy
  - 1996 : Beaumarchais, l'insolent de Édouard Molinaro
  - 2001 : Veloma (La Mer à boire) de Marie de Laubier
  - 2012 : Bienvenue parmi nous de Jean Becker[1]

- Royan
  - 2021 : Capitaine Marleau `Saison 4, Épisode 1 : La Cité des âmes en peine série télévisée de Josée Dayan

- Haut – A
- B
- C
- D
- E
- F
- G
- H
- I
- J
- K
- L
- M
- N
- O
- P
- Q
- R
- S
- T
- U
- V
- W
- X
- Y
- Z

## S
- Saint-Clément-des-Baleines
  - 1962 : Le Jour le plus long de Ken Annakin, Andrew Marton, Bernhard Wicki, Darryl F. Zanuck et Gerd Oswald

- Saint-Denis-d'Oléron
  - 2004 : Le Dernier Jour de Rodolphe Marconi[7]

- Saint-Georges-de-Didonne
  - 1975 : Villa Les Dunes de Madeleine Hartmann[8]

- Saint-Maigrin
  - 2011 : Saïgon, l'été de nos 20 ans de Philippe Venault

- Saint-Martin-de-Ré
  - 2006 : Meurtrières de  Patrick Grandperret

- Saint-Palais-sur-Mer
  - 1987 : Noyade interdite de Pierre Granier-Deferre
  - 2010 : Mammuth de Benoît Delépine et Gustave Kervern[9]

- Saint-Pierre-d'Oléron
  - 2004 : Le Dernier Jour de Rodolphe Marconi
  - 2012 : Bienvenue parmi nous de Jean Becker[1]

- Saint-Porchaire
  - 1969 : D'Artagnan, feuilleton télévisé de Claude Barma[10]

- Saintes
  - 2016 : Irréprochable de Sébastien Marnier
  - 2023 : Anatomie d'une chute, de Justine Triet, pour les scènes de tribunal

- Haut – A
- B
- C
- D
- E
- F
- G
- H
- I
- J
- K
- L
- M
- N
- O
- P
- Q
- R
- S
- T
- U
- V
- W
- X
- Y
- Z

## T
- Talmont-sur-Gironde
  - 2004 : La Battante, téléfilm de Didier Albert

- Thairé d'Aunis
  - 2013 : Les François téléfilm de Jérôme Foulon

- Tonnay-Charente
  - 2011 : Saïgon, l'été de nos 20 ans de Philippe Venault

- Haut – A
- B
- C
- D
- E
- F
- G
- H
- I
- J
- K
- L
- M
- N
- O
- P
- Q
- R
- S
- T
- U
- V
- W
- X
- Y
- Z

## U
- Haut – A
- B
- C
- D
- E
- F
- G
- H
- I
- J
- K
- L
- M
- N
- O
- P
- Q
- R
- S
- T
- U
- V
- W
- X
- Y
- Z

## V
- Haut – A
- B
- C
- D
- E
- F
- G
- H
- I
- J
- K
- L
- M
- N
- O
- P
- Q
- R
- S
- T
- U
- V
- W
- X
- Y
- Z

## W
- Haut – A
- B
- C
- D
- E
- F
- G
- H
- I
- J
- K
- L
- M
- N
- O
- P
- Q
- R
- S
- T
- U
- V
- W
- X
- Y
- Z

## X
- Haut – A
- B
- C
- D
- E
- F
- G
- H
- I
- J
- K
- L
- M
- N
- O
- P
- Q
- R
- S
- T
- U
- V
- W
- X
- Y
- Z

## Y
- Haut – A
- B
- C
- D
- E
- F
- G
- H
- I
- J
- K
- L
- M
- N
- O
- P
- Q
- R
- S
- T
- U
- V
- W
- X
- Y
- Z

## Z
- Haut – A
- B
- C
- D
- E
- F
- G
- H
- I
- J
- K
- L
- M
- N
- O
- P
- Q
- R
- S
- T
- U
- V
- W
- X
- Y
- Z